# 也速真
也速真（13世纪—1316年七月十八），高丽第26代王高丽忠宣王的后宫（懿妃），高丽忠肃王的生母，元朝蒙古人。
出生年份没有记载。她的家庭史书没有记录，没有被称为公主，她应该不是出身元朝皇族。
忠宣王是世子时，经常到元朝去。也许此时和她成婚。也速真的次子忠肃王在1294年出生，她早于1296年结婚的蓟国公主寶塔實憐嫁给忠宣王。
1316年（忠肃王3年）七月十八，也速真在元朝去世。八月初三，她的灵柩运回葬高丽，八月二十，举行了葬礼，号衍陵。她的遗像供奉在青雲寺、妙蓮寺，追赠懿妃。她的两个儿子。长子广陵君王鑑、次子忠肃王王焘。